# Naviforme
Se llama naveta de habitación, navetiforme o naviforme a unas construcciones prehistóricas de las Islas Baleares que se construyeron en el periodo naviforme, en los últimos años se ha visto que no es una construcción exclusiva de Mallorca y Menorca y que también en Ibiza se documentan este tipo de viviendas.
 

La función de estos edificios fue eminentemente doméstica, en ellas se realizaban las actividades diarias (preparación y consumo de alimentos, descanso,...). Su cronología corresponde a la Edad del Bronce (c.1500-850 cal AC) y su denominación proviene de su gran parecido al de una nave invertida. Dado el gran parecido formal que se observó entre estas construcciones y las navetas de enterramiento, en un primer momento no se diferenciaron. Posteriormente, gracias al desarrollo de las investigaciones se diferenció entre las navetas funerarias y las de habitación. Estas últimas se conocen en la literatura científica como navetas o navetiformes.

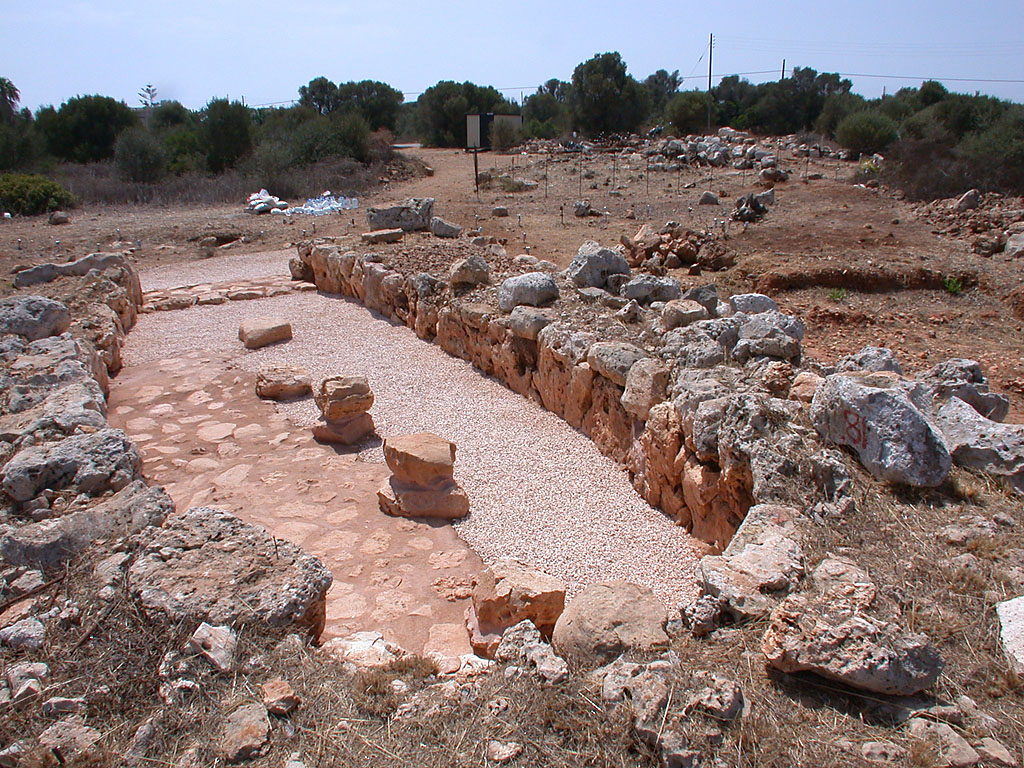
Naviforme 1 Closos de Ca'n Gaià.

Por sus características, el navetiforme es una construcción de piedras dispuestas en seco, usando la técnica constructiva ciclópea. Un zócalo de piedras planas semienterradas sirve de base a una primera hilada de piedras muy grandes, y sobre éstas continúa la acumulación hacia arriba de más piedras, ya bastante más pequeñas. Si hacemos un corte transversal a sus muros, veríamos que constan de tres partes: el muro exterior, que tiene las piedras más grandes, el muro interior (correspondiente al interior de la cabaña) y, entre ambos, un relleno de tierra y piedras más menudas. Los dos muros del aparejo están inclinados de modo que el grueso del muro sea menor cuanto más arriba, y se apoyan sobre el relleno intermedio.
Los navetiformes tienen planta de herradura, aunque muy alargada, lo que les da su característica forma de nave, y su única entrada está en su extremo plano. Las dimensiones típicas serían de unos ocho metros de ancho, por entre quince y veinte de largo, aunque el gran grosor de sus muros (entre dos y tres metros) hace que el espacio útil de su cámara interior sea bastante menor. No se ha conservado el techo de casi ninguna de ellas, pero se supone que lo más normal sería un techo (no se sabe si plano o a dos aguas), hecho con ramas gruesas a modo de vigas, y recubierto de ramaje, hojarasca y arcilla (tal y como se ha podido documentar gracias a las excavaciones arqueológicas desarrolladas en el yacimiento de Els Closos de Ca'n Gaià). El único caso de techo conservado, el del navetiforme de Son Mercer d'abaix, está hecho con lajas de piedra pero no se cree que fuera la solución más utilizada.

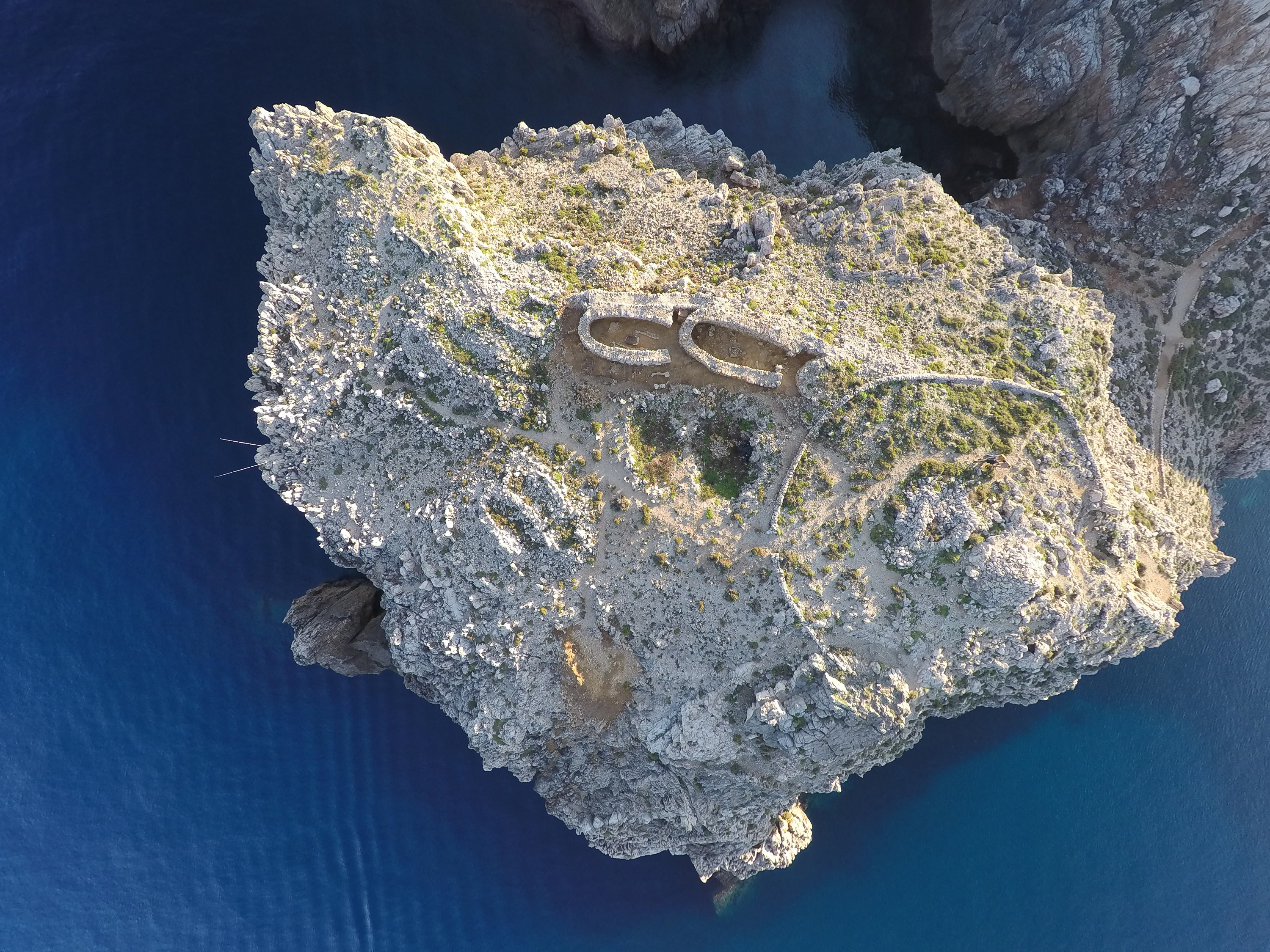
Vista aérea del poblado de navetas de habitación de Es Coll de Cala Morell (Ciudadela, Menorca)

En muchos casos se encuentran varias navetas adosados, formando grupos de hasta cuatro, aunque se ha comprobado que corresponden a construcciones añadidas en diferentes momentos. En el interior de muchos de ellos se han encontrado estructuras complejas, hechas con barro y losetas planas puestas horizontalmente y rodeadas de otras en vertical, que hacían las veces de hogar, cocina y almacén de vajilla. A menudo se han encontrado también pequeños muretes que dividen la estancia en tres o cuatro pequeñas "habitaciones", pero son modificaciones de época romana, pues muchas de estas cabañas continuaron siendo utilizadas durante casi dos milenios. Se conocen navetiformes aislados, adosados, agrupados, y hasta haciendo poblado con numerosos ejemplares. Delante de la entrada se han encontrado pequeños agujeros en el suelo haciendo semicírculo, lo que delata que debían tener un porche. La entrada tenía una losa superior a modo de dintel, y otra semienterrada en el suelo, que hacía de umbral. Debajo de esta losa se han encontrado restos de una pequeña hoguera correspondiente al ritual inaugural de la vivienda.
Respecto a la estructura de los grupos de personas que vivieron en estos edificios poco se sabe. Tradicionalmente se ha señalado que fueron ocupadas por familias (faltan citas). Sin embargo, recientemente algunos autores han señalado que no existen evidencias arqueológicas robustas que permitan defender este extremo. Al mismo tiempo, se ha argumentado que no conviene caer en un error de etnocentrismo y atribuir a las sociedades de la Edad del Bronce de las Islas Baleares los mismos patrones de organización social que son característicos de nuestra época. El equipo de investigación de la Universidad Autónoma de Barcelona. propuso en su momento que el número de personas que pudieron vivir de forma simultánea dentro de uno de estos edificios se podría deducir de la composición de la unidad social enterrada en la Cova des Càrritx. Ésta estuvo formada por unas 14 personas, que de acuerdo con los investigadores habrían vivido de forma conjunta, y que fueron interpretadas como una familia extensa que ocupó un navetiforme.

## El naviforme de Menorca
El periodo en que se construyen estas estructuras es seguramente el de mayor homogeneidad cultural de todo el archipiélago balear incluyendo Ibiza, factor que parece desaparecer a finales del Bronce cuando entre las dos grandes islas parece haber cambios significativos.

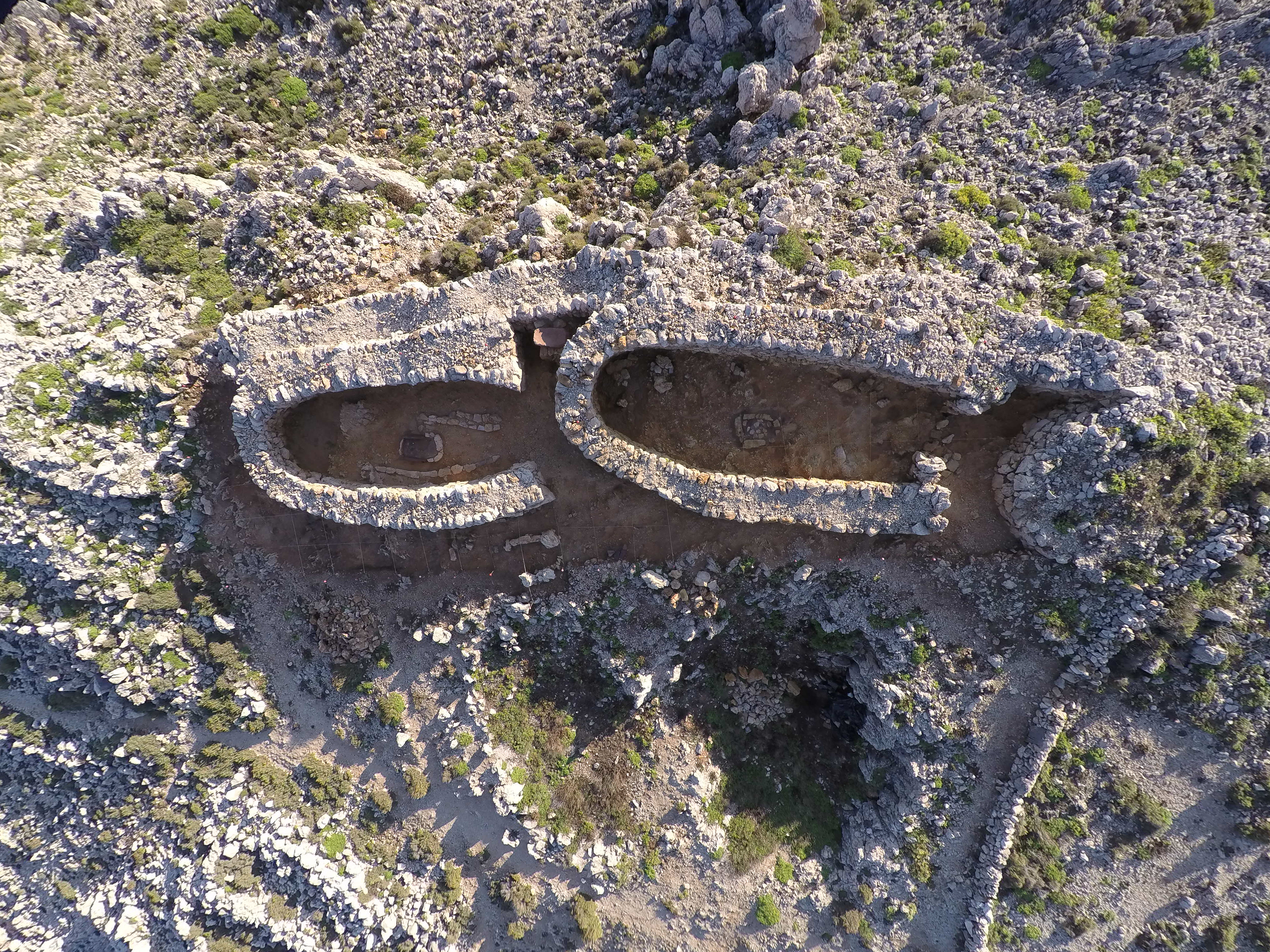
Fotografía aérea de dos navetas de habitación del poblado de Es Coll de Cala Morell (Ciudadela, Menorca)

Los navetiformes menorquines siguen la estructura anteriormente descrita. Se trata de estructuras sin compartimentación, a diferencia de algunos ejemplos mallorquines. En su interior se documenta, generalmente, un fuego, situado casi en la parte central de la vivienda y con dos bancos alrededor. Algunos de los ejemplos mejor conservados son los de Clariana, Cala Blanca, Son Mercer de Baix y los de Cala Morell, donde se está llevando a cabo un proyecto de excavación que está aportando datos muy interesantes para conocer los hábitos de las gentes del naviforme.

## Menorca Talayótica Patrimonio de la Humanidad
Menorca Talayótica es un bien inscrito en la Lista del Patrimonio Mundial de la UNESCO en 2023. Se trata de un conjunto de yacimientos arqueológicos que testimonian una cultura prehistórica insular excepcional, caracterizada por una arquitectura ciclópea única. La isla conserva monumentos exclusivos como las navetas funerarias, las casas circulares, los santuarios de taula y los talayots, que se mantienen en plena armonía con el paisaje menorquín y su relación con el firmamento.
Menorca cuenta con uno de los paisajes arqueológicos más ricos del mundo, modelado por generaciones que han preservado el legado talayótico. Tiene la mayor densidad de yacimientos prehistóricos por superficie en una isla y es un símbolo de su identidad insular.
Esta zona se divide en nueve áreas que cubren yacimientos y paisajes asociados, con una cronología que va desde la aparición de las construcciones ciclópeas alrededor del 1600 a. C. hasta la romanización en el 123 a. C. El valor excepcional de sus monumentos y paisajes llevó a su inscripción en la Lista del Patrimonio Mundial de la UNESCO en 2023.